# Carlo Mierendorff
Carlo Mierendorff (Großenhain, 24 maart 1897 – Leipzig, 4 december 1943) was een Duits politicus en verzetsstrijder. Hij was van 1930 tot 1933 namens de SPD lid van de Rijksdag en bracht daarna een aantal jaren door in de concentratiekampen van de nazi's.

## Levensloop

### Vroege jaren
Mierendorff werd geboren als de zoon van een textielhandelaar. Hij groeide op in Darmstadt. Samen met zijn oudere broer bezocht hij het humanistische Ludwig-Georg Gymnasium. Mierendorff las graag en had veel belangstelling voor kunst. Hij was aangesloten bij de Wandervogel.

### Eerste Wereldoorlog
Na de uitbraak van de Eerste Wereldoorlog meldde Mierendorff zich aan voor het leger. Hij diende aan het Oostfront nabij Łódz. Mierendorff ontving het IJzeren Kruis (tweede klasse), maar werd in maart 1915 ziek en vervolgens als gevolg van een oorinfectie doof aan één oor. Hij keerde in november 1917 terug in het leger, ditmaal aan het Westfront. Daarvoor ontving hij ook een IJzeren Kruis, ditmaal persoonlijk aan hem uitgereikt door keizer Wilhelm II.
In de loop van de oorlog raakte Mierendorff gedesillusioneerd. Met een groep vrienden begon hij een blad uit te geven met expressionistische gedichten en essays over kunst. Zelf schreef Mierendorff korte verhalen en twee romans. Naarmate het einde van de oorlog naderde radicaliseerde Mierendorff verder. Zijn eenheid volgde met veel belangstelling het nieuws uit Rusland. In het laatste uitgave die in november 1918 riep Mierendorff de lezers op om zich klaar te maken voor de naderende revolutie.

### Student
Mierendorff keerde na de Duitse overgave naar Darmstadt terug en begon daar een nieuw socialistisch blad, waarmee hij zich richtte op jonge intellectuelen. In zijn artikelen verweet hij de SPD haar afkeer van extreem-links en dat de partij de Duitse deelname aan de oorlog had gesteund. In 1920 ging het blad over de kop. Mierendorff studeerde vervolgens politicologie in Heidelberg, München en Freiburg. In 1922 verscheen zijn dissertatie waarin hij het economisch beleid van de KPD onderzocht.
Mierendorff vreesde een contrarevolutie die de nieuwe Weimarrepubliek ten gronde zou brengen. Ook verstoorden extreemrechte en volkische studenten steeds vaker lezingen van geleerden als Max Weber en en de Joodse Albert Einstein. Mierendorff sloot zich in reactie daarop in januari 1921 aan bij de SPD en leidde de studentenorganisatie van de partij in Heidelberg, waarbij hij zich regelmatig uitsprak tegen antisemitisme.
Na de moord op minister van Buitenlandse Zaken Walther Rathenau in 1922 gaf de regering de opdracht aan alle staatsinstituten, waaronder scholen en universiteiten om tijdelijk te sluiten en de vlag van de Weimarrepubliek te hijsen. Phillip Lennard, een van de docenten aan de Heidelbergse universiteit, weigerde dat en eiste juist dat zijn studenten zijn lessen zouden bijwonen. Mierendorff verzocht het universiteitsbestuur om op te treden en organiseerde nadat daar geen gehoor aangegeven werd een demonstratie waar vijfhonderd studenten aan deelnamen. Lennard weigerde alsnog zijn lessen te beëindigen, waarna de politie hem aanhield. Mierendorff hees zelf de Weimarvlag. Na het incident werd Mierendorff aangeklaagd, onder andere vanwege huisvredebreuk en het organiseren van rellen. In april 1923 veroordeelde de rechtbank hem tot vier maanden gevangenisstraf, maar hij kreeg amnestie.

### Actief voor de SPD
Na het afronden van zijn dissertatie verhuisde Mierendorff naar Berlijn, waar bij de spoorwegvakbond een baan vond als onderzoeksassistent. In 1925 werd hij redacteur bij de regionale SPD-krant Hessischer Volksfreund in Darmstadt, waar hij regelmatig kritisch over het oudere partijkader schreef. In zijn stukken was hij kritisch over het Duitse kiesstelsel van evenredige vertegenwoordiging. Volgens Mierendorff leidde dat tot een gefragmenteerd politiek landschap en onstabiele coalities. Dat zorgde weer tot teleurstelling bij kiezers en een lage opkomst bij verkiezingen. Hij zag meer in het meerderheidsstelsel. Daardoor moesten partijen meer samenwerken en meer hun best doen de kiezer te bereiken. Hiermee week hij af van de traditionele SPD-visie. Juist het meerderheidsstelsel, waarbij vooral de adel en welvarende burgerij mocht stemmen had de SPD decennia lang in de weg gezeten.
In 1926 kwam hij terecht bij de staf van Paul Hertz, de SPD-fractiesecretaris in de Rijksdag. Hij schreef mee aan verschillende partijpublicaties, waaronder het jaarboek en nieuwsbrieven.

### Rijksdaglid
Mierendorff werd bij de verkiezingen van 1930 in de Rijksdag gekozen. De SDP was op dat moment nog de grootste, maar de NSDAP van Adolf Hitler groeide snel, van 12 naar 117 zetels. Mierendorff vond dat zijn partij veel te veel bezig was met het verspreiden van de regering van rijkskanselier Heinrich Brüning. In plaats daarvan zou de SPD veel meer tijd en aandacht moeten steken in het afwenden van het gevaar van het nazisme en communisme. Tegenover het naziverhaal, dat gevoed werd door antisemitisme en de economische malaise waar Duitsland in verkeerde, moest de SPD een positief zetten, juist voor de groepen waar de NSDAP veel aanhang had. In september 1931 onthulde Mierendorff samen met Wilhelm Leuschner een naziplan hoe om te gaan met een linkse opstand. Het plan bevatte voorstellen voor executies, het uitroepen van de noodtoestand en het afsluiten van steden die in linkse handen vielen. De onthullingen gaven weinig reuring.
Mierendorff was in 1931 een van de oprichters van de paramilitaire organisatie IJzeren Front. Hij vroeg de Russische sociaaldemocraat Sergei Chakhotin om het organisatielogo te ontwerpen. Zij voerden ook de vrijheidsgroet in, waarbij leden van het IJzeren Front elkaar met opgestoken vuist begroetten onder aanroepen van het woord Freiheit. De organisatie werd ook als propagandamiddel ingezet, bijvoorbeeld bij marsen en publieke bijeenkomsten. Op regionaal niveau boekte Mierendorff daarmee tot op zekere hoogte succes, maar te weinig om te voorkomen dat de nazi's in januari 1933 de macht grepen.

### Tegen de nazi's

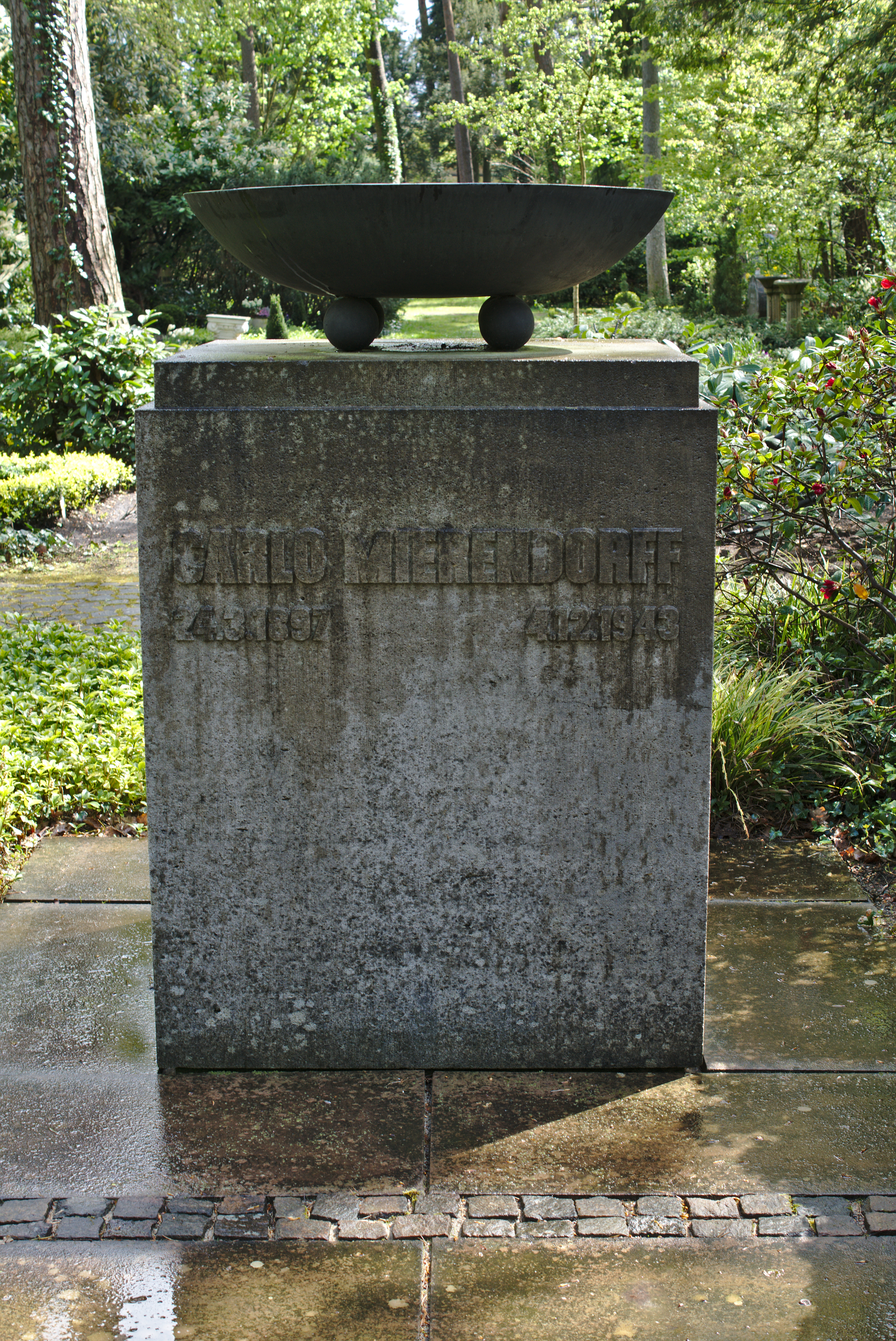
Mierendorffs graf

Het SPD-leiderschap was verlamd en reageerde in de ogen van Mierendorff nauwelijks op de machtsovername. Zelf hielp Mierendorff bij de organisatie van grote demonstraties in Frankfurt en Darmstadt na de benoeming van Hitler als rijkskanselier, maar kon weinig doen tegen het pessimisme wat de SPD in haar greep hield. Kort na de Rijksdagbrandverordening in februari 1933 vluchtte Mierendorff naar het Zwitserse Zürich. Hij vond echter dat hij terug moest vechten en na twee weken keerde Mierendorff terug naar Duitsland. In maart 1933 stemde hij tegen de Machtigingswet, waarmee de nazi's de Rijksdag buiten spel zette.
Mierendorff wist bijna drie maanden lang uit handen van de nazi's te blijven, voordat hij op 13 juni 1933 alsnog opgepakt werd. Acht dagen later arriveerde hij in een concentratiekamp nabij Osthofen. De eerste dagen volgden zware mishandelingen, waarna hij weken in de ziekenboeg doorbracht. Daarna moest hij klinknagels recht maken die andere gevangenen vervolgens weer krom sloegen. Na Osthofen volgden meerdere concentratiekampen, voordat Mierendorff in 1938 vrij kwam.
In de jaren daarna bleef Mierendorff onder toezicht staan. Dat weerhield hem er niet van om onder pseudoniem artikelen te schrijven waarin hij zich uitsprak tegen de NSDAP. In 1941 sloot hij zich aan bij de Kreisauer Kreis, een groep van intellectuelen die uit waren op het omverwerpen van Hitlers regering. 

### Dood
Mierendorff kwam op 4 december 1943 om bij een geallieerd bombardement op Leipzig. Hij werd begraven in Darmstadt. De Mierendorffplatz in Berlin-Charlottenburg is naar hem vernoemd, evenals verschillende straten in Hesse.
- Bibliothèque nationale de France: cb12141129p (data)
- CiNii: DA15438424
- Gemeinsame Normdatei: 118582283
- International Standard Name Identifier: 0000 0000 8196 2682
- Library of Congress Control Number: n84083375
- Nationale Bibliotheek van Tsjechië: xx0334764
- Nationale Bibliotheek van Israël: 987007299365505171
- Nederlandse Thesaurus van Auteursnamen: 073793175
- Système universitaire de documentation: 135467535
- Virtual International Authority File: 10637980
- WorldCat: E39PBJhMfCjMHvktyKbdmcYdcP